# A Regular Scout
A Regular Scout è un film muto del 1926 diretto da David Kirkland che aveva come protagonista il famoso Fred Thomson. Specializzato in ruoli western, l'attore sarebbe morto solo due anni dopo, morso da un serpente durante le riprese di un film.

## Trama
Fred Blake, dopo aver ucciso l'assassino di sua madre, trova alcune lettere appartenenti al morto che rivelano che l'uomo era il figlio perduto della ricca famiglia dei Monroe. Fred, allora, decide di presentarsi a casa Monroe spacciandosi per il morto. La padrona di casa lo accoglie come il figlio perduto e anche Olive, quella che dovrebbe essere sua sorella, è felice del suo ritorno. La sua improvvisa venuta, però, scompiglia i piani di Luke Baxter, l'avvocato di famiglia, e di suo figlio Steve i quali stavano progettando di truffare la signora Monroe. Fred, ben presto, dimentica la propria amarezza e il rancore che provava nei confronti dell'uomo che aveva ucciso sua madre. In questo, è aiutato dall'affetto di Olive e dal proprio coinvolgimento nelle attività di un gruppo di scout. Quando salva uno dei ragazzi, gli viene assegnata un'onorificenza ma lui, in preda al rimorso, confessa di non essere il vero erede Monroe. Dopo essere stato arrestato, Fred riuscirà a riscattarsi, salvando Olive - che è stata rapita - con l'aiuto degli scout e di Silver King, il suo fedele cavallo.

## Produzione
Il film fu prodotto dalla Robertson-Cole Pictures Corporation.

## Distribuzione
Il copyright del film, richiesto dalla R-C Pictures Corp., fu registrato il 15 novembre 1926 con il numero LP23332.
Distribuito dalla Film Booking Offices of America e presentato da Joseph P. Kennedy, il film uscì nelle sale cinematografiche statunitensi il 26 dicembre 1926. Ebbe una notevole distribuzione internazionale, uscendo anche in Finlandia (11 settembre 1927), Portogallo (5 dicembre 1927), Austria (1928), Germania (1928) e Regno Unito (agosto 1928).